# Banovo (Kroatië)
Banovo is een plaats in de gemeente Vrbovec in de Kroatische provincie Zagreb. De plaats telt 121 inwoners (2001).